# Corry Gallas
Cornelia Elisabeth Gallas (31 de janeiro de 1885 – 18 de fevereiro de 1967), comummente conhecida como Corry ou Corrie, foi uma pintora holandesa. O seu trabalho fez parte do evento de pintura do concurso de arte nos Jogos Olímpicos de Verão de 1932 e também foi exposto no Stedelijk Museum de Amesterdão.